# Őry Huba
Őry Huba (Arad, 1927. július 16. – Bréma, 2015. december 4.) németországi magyar gépészmérnök, repülőmérnök, a Magyar Tudományos Akadémia külső tagja.

## Életpálya
Alapképzése során elsajátította a magyart, a románt, a franciát, a németet és a latint, később tanult meg angolul és oroszul. Középiskolából indulva a második világháború katonája lett, csak a háború után tudott érettségizni.
1945 őszétől a Műegyetem hallgatója. 1949-től a Repülőgépek Tanszékén tanársegéd, majd docens.
Az 1956-os forradalom idején Franciaországba emigrált, ahol a Snecma SA (Société Nationale d’Étude et de Construction de Moteurs d’Aviation) multinacionális repülőgép-és rakéta-motorgyártó központban kezdett dolgozni. A Coeloptere nevet viselő, merőlegesen (helyből) felszállni képes repülőgép kifejlesztésében vett részt. 1959-től bekapcsolódott az űripari igények teljesítésébe. A francia és német együttműködés alapján közösen dolgozó német szakemberek felkérték, hogy szakmai ismereteit a német rakétaipar fejlesztésére fordítsa. A Focke-Wulf Flugzeugbau AG fejlesztő munkatársa lett. A Müncheni Műszaki Egyetemen műszaki doktori címet szerzett. 1976-ban megpályázta a tanszékvezetői és az Aacheni Műegyetem Könnyűszerkezetek Intézete (RWTH, Rheinisch-Westfälische Technische Hochschule Aachen) vezetői pozícióját.
Számos európai és más nemzetközi űrhajózási programok, űrszondák, mesterséges holdak és hordozórakéták kifejlesztésében vett részt vagy irányította azokat. A repülőgépek és űrhajók szerkezetére, azok statikai és dinamikai számításaira, vékony falú héjszerkezetek stabilitására vonatkozó tervezetei és szimulációs kísérletei a legrangosabb szakemberek sorába emelték. Legjelentősebb eredményei az Ariane hordozórakéta család, a Helios-program és a Spacelab űrlaboratórium tervezéséhez és sikeres kifejlesztéséhez kapcsolódnak.
Az általa vezetett intézet az űrhajók és repülőgépek fejlesztése mellett héjszerkezetek, kompozitanyagok vizsgálatával is foglalkozik. A rugalmas, vékony falú, könnyű szerkezetű anyagokra vonatkozó statikai és dinamikai számításokat is végzi. Tudományterületén a „top aerospace structures expert” (űrhajószerkezetek csúcsszakértője) elismerő jelzővel illetik. Irányításával az intézet a nyugat-európai repülőgépgyártás legnagyobb szabású vállalkozásában, az Airbus-programban vesz részt.
1977-1999 között az aacheni egyetem tanszékvezető professzora. Aktív oktatói tevékenységet folytatva, űrhajómérnökök egész generációját képezte kiváló szakemberré. 31 mérnök és 1 fizikus irányítása alatt doktorált.

## Elismerései
- 1986-ban a Budapesti Műszaki és Gazdaságtudományi Egyetem tiszteletbeli doktorrá avatta (Doctor honoris causa),
- 1988-ban a Nemzetközi Űrhajózási Akadémia rendes tagjai sorába választotta,
- 1990-től a Magyar Tudományos Akadémia tagja,
- 1999-ben a Műegyetemen aranydiplomát kapott,